# 桑古尔·拉米扎纳
阿布巴卡爾·桑古尔·拉米扎纳（法語：Aboubakar Sangoulé Lamizana，1916年1月31日－2005年5月26日）是第二任上伏塔共和國總統，從1966年1月3日開始上任、直到1980年11月25日為止。而在1974年2月8日至1978年7月7日期間，他則擔任了總理一職。

## 外部連結
- Kenneth Janda, "Political Parties: A Cross-National Survey" （页面存档备份，存于）: Upper Volta
- Burkina Faso brief history （页面存档备份，存于）